# Baureihe E 32
Baureihe E 32 – lokomotywa elektryczna produkowana w latach 1924-1926 dla kolei niemieckich.

## Historia
Po zelektryfikowaniu linii kolejowych zlokalizowanych w Bawarii, koleje niemieckie potrzebowały elektrowozów do prowadzenia pociągów pasażerskich. Pierwsza lokomotywa została wyprodukowana w grudniu 1924 roku. Wyprodukowano 29 elektrowozów. Elektrowozy eksploatowane były na górskich liniach kolejowych w Bawarii i południowej Badenii. Jeden elektrowóz zachowano jako eksponat zabytkowy.